# Shane Churla
Shane Churla (Kanada, Brit Columbia, Fernie, 1965. június 24. –) profi jégkorongozó.

## Karrier
Komolyabb junior karrierjét a WHL-es Medicine Hat Tigersben kezdte 1983–1984-ben itt két szezont játszott. A második szezonjában 370 percnyi szabálytalanságot szedett össze. Az 1985-ös NHL-drafton a Hartford Whalers választotta ki a hatodik kör 110. helyén. 1985–1986-ban az AHL-es Binghamton Whalersbe került. A következő idényben felkerült az NHL-be 20 mérkőzés erejéig a Hartford Whalers csapatába de a szezon nagy részét az AHL-ben töltötte. Az 1987–1988-as szezonban két meccset az NHL-ben töltött majd leküldték az AHL-be de a szezon során átkerült a Calgary Flames csapatába 29 mérkőzésre. A következő szezonban itt töltött öt mérkőzést majd leküldték az IHL-es Salt Lake Golden Eaglesbe ahol 32 mérkőzésen 278 perc szabálytalanságot szedett össze. Még ebben az idényben a Minnesota North Starsba került, ahol 13 mérkőzésen szerepelt. A Minnesotával maradt 1993-ig. Ezen idő alatt bejutottak a Stanley-kupa döntőbe 1991-ben de ott a Mario Lemieux vezette Pittsburgh Penguins megverte őket. Mikor a North Stars átköltözött a Dallasba ő is ment a csapattal. Így lett a Dallas Stars, ahol még három idényt játszott. "Legjobb" idényében 333 percet szabálytalankodott. 1995–1996-ban a Los Angeles Kingshez került 11 mérkőzésre de már is átkerült a New York Rangershez. 1996–1997-ben még 45 mérkőzést játszott a Rangers-szel és utána visszavonult.
Az aktív játéktól való visszavonulása után 2000-ben a Phoenix Coyotesnál lett játékos megfigyelő, és ezt a posztot 2005-ig töltötte be. Ekkor a Dallas Starshoz ment szintén ebbe a pozícióba és 2013-ig maradt. 2013 vége óta a Montréal Canadiensnél tölti be ezt az állást.